# Tournoi de tennis de Palm Beach
Le tournoi de Palm Beach (Floride, États-Unis) est un tournoi de tennis féminin du circuit professionnel WTA.
Quatre éditions de l'épreuve ont été organisées de 1982 à 1985, trois d'entre elles remportées par Chris Evert en simple.
L'édition de 1984, intitulée « VS of Florida », est reprise dans le tournoi de Floride. Le tournoi s'est joué deux fois en deux semaines en 1985, avec des organisations vraisemblablement différentes. 

## Palmarès

### Simple
| No | Date       | Nom et lieu du tournoi               | Catégorie  | Dotation  | Surface      | Vainqueure       | Finaliste           | Score         |         |
| -- | ---------- | ------------------------------------ | ---------- | --------- | ------------ | ---------------- | ------------------- | ------------- | ------- |
| 1  | 03-04-1982 | Citizen Cup, Palm Beach Gardens      | Exhibition | 200 000 $ | Terre (ext.) | Chris Evert      | Andrea Jaeger       | 6-1, 7-5      | Tableau |
| 2  | 31-01-1983 | Murjani Cup, Palm Beach Gardens      |            | 150 000 $ | Terre (ext.) | Chris Evert      | Andrea Jaeger       | 6-3, 6-3      | Tableau |
| 3  | 25-03-1985 | WTA of PGA, Palm Beach Gardens       |            | 50 000 $  | Terre (ext.) | Kathleen Horvath | Petra Delhees-Jauch | 3-6, 6-3, 6-3 | Tableau |
| 4  | 01-04-1985 | Ford Cup-4 Woman Special, Palm Beach |            | 200 000 $ | Terre (ext.) | Chris Evert      | Hana Mandlíková     | 6-3, 6-3      | Tableau |

### Double
| No | Date       | Nom et lieu du tournoi         | Catégorie  | Dotation  | Surface      | Vainqueures                 | Finalistes                           | Score         |         |
| -- | ---------- | ------------------------------ | ---------- | --------- | ------------ | --------------------------- | ------------------------------------ | ------------- | ------- |
| 1  | 03-04-1982 | Citizen Cup Palm Beach Gardens | Exhibition | 200 000 $ | Terre (ext.) | Rosie Casals Wendy Turnbull | Evonne Goolagong Betty Stöve         | 6-1, 7-6      | Tableau |
| 2  | 31-01-1983 | Murjani Cup Palm Beach Gardens |            | 150 000 $ | Terre (ext.) | Barbara Potter Sharon Walsh | Kathy Jordan Paula Smith             | 6-4, 4-6, 6-2 | Tableau |
| 3  | 25-03-1985 | WTA of PGA Palm Beach Gardens  |            | 50 000 $  | Terre (ext.) | Joanne Russell Anne Smith   | Laura Gildemeister Gabriela Sabatini | 1-6, 6-1, 7-6 | Tableau |